# 新陽郡
新陽郡（：／ Sinyang gun */?）是朝鮮民主主義人民共和國平安南道東部的一個郡，東以北大峰山脈與咸鏡南道相鄰。北鄰黃海北道。最高峰北大峰海拔1,327公尺。河流有沸流江、平原川等。面積737.2平方公里，2008年人口59,115人。下分1邑、1勞動者區、16里。
1952年設郡。